# Taylor County, Florida
Taylor County är ett administrativt område i delstaten Florida, USA, med 22 570 invånare. Den administrativa huvudorten (county seat) är Perry. 

## Geografi
Enligt United States Census Bureau har countyt en total area på 3 191 km². 2 699 km² av den arean är land och 492 km² är vatten.

### Angränsande countyn
- Jefferson County, Florida - nordväst
- Madison County, Florida - nord
- Lafayette County, Florida - öst
- Dixie County, Florida - sydöst